# Gerdemie Basseng
Gerdemie Basseng, geborene Gerdemie Pütz, (* 6. August 1938; † 3. Oktober 2010 in Köln) war eine deutsche Tänzerin und das bekannteste Kölner Tanzmariechen. Sie trat beim Mariechentanz mit ihrem Tanzoffizier als erste mit Hebefiguren auf.

## Leben
1959 trat Gerdemie Pütz erstmals mit ihrem späteren Ehemann bei der Kölner Karnevalsgesellschaft „Treuer Husar blau-gelb Köln 1925“ auf, und als Karl-Heinz Basseng dann im Folgejahr zu den Altstädter Köln 1922 wechselte, tanzte die mittlerweile Verheiratete mit Martin Hombach, trat aber nach Ende der Session ebenfalls den „Altstädtern“ bei, bei denen sie nun mit ihrem Ehemann als Tanzpaar fungierte. In den 1960er Jahren führte das Tanzpaar unter der Anleitung des Kölner und späteren Aachener Ballettmeisters Peter Schnitzler die heute selbstverständlichen Hebefiguren in den Mariechentanz ein.
Basseng trat zuletzt 1970 auf, als sie als Ersatz für die durch freizügige Bilder desavouierte Christel Gogoll einsprang. So lange wie sie, 13 Sessionen, hat kein Tanzmariechen in Köln getanzt. Auch nach ihrer aktiven Zeit blieb sie mit ihrem Mann, der bis zum Präsidenten und Ehrenpräsidenten der Gesellschaft aufstieg, dem Karneval verbunden. So hatte sie beim „Nachwuchs“ Mitspracherecht. Im September 2010 hatte das „Ehrenmariechen“ und die „Ehrenratsherrin“ ihr 50-jähriges Jubiläum bei den „Altstädtern“ gefeiert.
Gerdemie Basseng starb im Oktober 2010 nach kurzer schwerer Krankheit in einem Hospiz und hinterließ zwei Söhne.